# Paul Wenneker
Paul Wenneker (* 27. Februar 1890 in Kiel; † 17. Oktober 1979 in Hamburg-Bergstedt) war ein deutscher Admiral im Zweiten Weltkrieg.

## Leben
Wenneker trat am 1. April 1909 als Seekadett in die Kaiserliche Marine ein und absolvierte seine Schiffsausbildung auf dem Großen Geschützten Kreuzer Victoria Louise. Nach dem erfolgreichen Besuch der Marineschule, auf der Wenneker am 12. April 1910 zum Fähnrich zur See ernannt worden war, kam er in der Folge zunächst an Bord des Kleinen Kreuzers Mainz, auf dem er am 19. September 1912 zum Leutnant zur See befördert wurde, und anschließend auf Königsberg. Am 20. Juni 1913 erfolgte seine Rückversetzung auf die Mainz.
Nach Ausbruch des Ersten Weltkriegs wurde das Schiff während eines Seegefechts bei Helgoland am 28. August 1914 versenkt. Wenneker konnte von Briten nach dem Untergang des Schiffes gerettet werden und verbrachte daraufhin die Zeit bis zum 15. Januar 1918 in britischer Kriegsgefangenschaft. Anschließend wurde er fast ein Jahr lang, bis zum 10. Dezember 1918, in den neutralen Niederlanden interniert. Nach seiner Entlassung und Rückkehr nach Deutschland erhielt er beide Klassen des Eisernen Kreuzes, wurde zunächst zur Verfügung der Marineinspektion gestellt, bevor man ihn den Seestreitkräften der Ostsee zuteilte und in die Reichsmarine übernahm.
Nachdem Wenneker am 15. Februar 1920 Kapitänleutnant geworden war, wurde er Kommandant des Minensuchbootes M 30 bei der 6. Halbflottille und am 10. Oktober 1921 Kommandant von M 132 bei der 5. Halbflottille. Anschließend kam er vom 27. März 1922 bis 26. Mai 1924 als Ausbilder an die Schiffsartillerieschule. Danach wurde Wenneker als Artillerieoffizier auf den Kleinen Kreuzer Nymphe versetzt. Am 24. September 1926 kam er als Zweiter Admiralstabsoffizier in den Stab des Befehlshabers der Marinestation der Ostsee und wurde hier am 1. Oktober 1928 zum Korvettenkapitän befördert. Als Erster Artillerieoffizier versah er vom 1. Oktober 1929 bis 25. Februar 1930 Dienst auf dem als Schulschiff dienenden alten Linienschiff Elsass und in gleicher Funktion anschließend bis 22. September 1931 auf dem Linienschiff Schleswig-Holstein. Dann erfolgte seine Versetzung für zwei Jahre als Zweiter Admiralstabsoffizier in das Flottenkommando sowie am 1. Oktober 1933 seine Beförderung zum Fregattenkapitän.
Am 28. Dezember 1933 trat er in Tokio seine neue Dienststellung als Marineattaché an der dortigen deutschen Botschaft an. Am 1. April 1935 wurde er zum Kapitän zur See befördert. Doch Ende August 1937 wurde er, nach Ablauf der obligatorischen Einsatzzeit, nach Deutschland zurück befohlen und erhielt am 3. September 1937 das Kommando über das Panzerschiff Deutschland. Mit diesem Schiff war Wenneker während des Spanischen Bürgerkriegs an der Kontrolle und Sicherung der Seewege um die Iberische Halbinsel beteiligt, und vom 24. Juli bis 15. August 1938 hatte er als dienstältester Kommandant auch den Oberbefehl über die deutschen Seestreitkräfte vor Spanien inne. Dafür erhielt er das Spanienkreuz in Gold mit Schwertern.
Nach Beginn des Zweiten Weltkriegs führte Wenneker mit der Deutschland bis November 1939 Handelskrieg gegen die zivile Schifffahrt im Atlantik. Am 1. Oktober 1939 wurde er zum Konteradmiral befördert. Die Deutschland wurde nach ihrer Rückkehr von diesem Kriegseinsatz am 15. November 1939 zum Schweren Kreuzer umklassifiziert und in Lützow umbenannt. Wenneker blieb noch bis zum 29. November 1939 ihr Kommandant. Anschließend wurde er bis zum 6. Februar 1940 zur Verfügung des Oberkommandos der Marine gestellt.
Dann wurde Paul Wennecker erneut zum Marineattaché an der deutschen Botschaft in Tokio ernannt. Später erhielt er die Ernennung zum „Deutschen Admiral Ostasien“. Er wurde am 1. September 1941 zum Vizeadmiral befördert. Hier verblieb er bis Kriegsende, obwohl es ab 1943 mehrfach Versuche gab, verstärkt dann durch den 1943 als Botschafter in Tokyo eingesetzten Heinrich Georg von Stahmer (1892–1978), Wenneker aus der deutschen Botschaft zu entfernen.  Am 1. August 1944 erfolgte ungeachtet dessen seine Beförderung zum Admiral. Vor allem zeichnete er sich dadurch aus, dass er feste Kontakte in die Führungsspitzen der japanischen Marine unterhielt und seine Berichterstattungen den realen Kriegsverlauf im asiatischen Raum abbildeten. Nachdem er am 24. April 1944 mit dem Deutschen Kreuz in Silber ausgezeichnet wurde, erhielt Wenneker am 18. Januar 1945 das Ritterkreuz des Kriegsverdienstkreuzes mit Schwertern. Auch war er Inhaber des Japanischen Ordens der Aufgehenden Sonne I. Klasse. Mit der Kapitulation Japans am 2. September 1945 kam Wenneker in US-amerikanische Kriegsgefangenschaft, aus der er am 5. November 1947 entlassen wurde.
Am 21. Juli 1965 wurde durch die Staatsanwaltschaft Hamburg gegen Paul Wenneker vor dem Landgericht Hamburg Anklage wegen Mordes erhoben. Als Oberbefehlshaber der deutschen Kriegsmarine für Ostasien hatte er den Befehl gegeben, an Bord von heimfahrenden Blockadebrechern befindliche Häftlinge im Falle einer Selbstversenkung mit untergehen zu lassen. Diesem Befehl fiel unter anderem der wegen Hehlerei verhaftete Matrose Alfred Poweleit zum Opfer, der am 4. Januar 1944 mit dem Blockadebrecher Rio Grande unterging. Das Gericht wertete den Tatbestand jedoch als Totschlag und stellte das Verfahren wegen Verjährung ein.
Laut dem Hamburger Schwurgericht habe Wenneker der Devise „mehr sein als scheinen“ entsprochen und die Ideale aller derjenigen verkörpert, die während des Zweiten Weltkrieges dem Nationalsozialismus mit Vorbehalten gegenüber gestanden hätten. Während er dem Nationalsozialismus zunächst noch loyal gegenübergestanden habe, habe ihn eine längere persönliche Begegnung mit Hitler auf dem Panzerschiff Deutschland „abgestoßen und erschüttert“. Seit diesem Zeitpunkt habe er eine distanzierte Haltung zum NS-Regime gehabt. Später sei er daher auch geneigt gewesen, dem Ansinnen seiner japanischen Ansprechpartner, der Krieg müsse beendet werden, recht zu geben, anstatt seiner offiziellen Mission zu folgen. Unmittelbare Konflikte hatte Wenneker in Tokyo mit dem Polizeiattaché Josef Meisinger der Deutschen Botschaft. Dessen „Gunst“ habe er, so das Hamburger Schwurgericht, im Gegensatz zu anderen Botschaftsangehörigen nicht gesucht. Laut den vorliegenden US-amerikanischen Untersuchungsberichten wurde zur Person Wenneker sowohl politisch als auch persönlich positiv Stellung bezogen.
Wennekers am 2. Oktober 1943 gegebenen Befehl, den auf die Burgenland verbrachten, nach damaligen Wissen Wennekers spionageverdächtigen Journalisten Karl Raimund Hofmeier bei einer Selbstversenkung „nicht freizulassen“, sondern gegebenenfalls mit dem Schiff untergehen zu lassen, hatte Meisinger durch Vorlage gefälschter Dokumente und Vorspiegelung falscher Tatsachen bewirkt. Im Wenneker-Prozess gingen allerdings sowohl die Richter als auch Prozessbeobachter im Falle Hofmeiers davon aus, dass dieser tatsächlich ein Spion war und infolge dessen tatsächlich bei einer Gefangennahme durch die Alliierten hätte „landesverräterische  Aussagen“ machen können. Dass Hofmeier 1942 einer gezielten Fälschung Meisingers zum Opfer fiel, wurde erst im Jahr 2020 bekannt.